# Grad (Winkel)
Der Grad (lat. gradus ‚Schritt‘, auch Bogengrad) ist ein Winkelmaß. Als Einheitenzeichen für den Grad wird ein hochgestellter kleiner Kreis (°) verwendet, der ohne Zwischenraum an die letzte Ziffer des Zahlenwertes angehängt wird (siehe Gradzeichen). 1 Grad ist definiert als der 360. Teil des Vollwinkels, d. h. 1 Vollwinkel = 360°. Ein Grad entspricht dem 360-sten Teil eines Kreises. Die historische Unterteilung ist sexagesimal, in Winkel- oder Bogenminuten und -sekunden, siehe Winkelmaß.
Die Angabe der Winkelweite in Grad wird als Gradmaß bezeichnet, um sie von anderen Winkelmaßen, wie zum Beispiel dem Bogenmaß in Radiant, abzugrenzen. Als das Gon noch als Neugrad bezeichnet wurde, benutzte man auch die Bezeichnung Altgrad für den Grad.
Der Grad gehört zwar nicht zum Internationalen Einheitensystem (SI), ist zum Gebrauch mit dem SI aber zugelassen. Dadurch ist er eine gesetzliche Maßeinheit.

## Unterteilungen
Bruchteile von Graden können in zwei Varianten angegeben werden:
- dezimal: ggg,g…°
- sexagesimal: Grad, Minuten und Sekunden:  ggg° mm′ ss,s…″
Die weitere Unterteilung in Tertien (1 Sekunde = 60 Tertien) ist heute gänzlich außer Gebrauch.

Umrechnung von sexagesimaler in dezimale Darstellung (für Winkel ≥ 0):
{\displaystyle {\text{Grad (dezimal)}}=ggg+{\frac {mm+{\frac {ss{,}s}{60}}}{60}}}
Umrechnung von dezimaler in sexagesimale Darstellung (für Winkel ≥ 0):
{\displaystyle {\begin{aligned}ggg&=&\lfloor Grad\rfloor \\mm&=&\lfloor 60\cdot \operatorname {frac} (Grad)\rfloor \\ss{,}s\ldots &=&60\cdot \operatorname {frac} (60\cdot \operatorname {frac} (Grad))\end{aligned}}}
wobei {\displaystyle x=\lfloor x\rfloor } der ganzzahlige Anteil (Gaußklammer) und {\displaystyle \operatorname {frac} (x)} der Nachkommaanteil der Zahl {\displaystyle x} ist.

## Besonderheiten der 360°-Teilung
Die Zahl 360 gehört zu den hochzusammengesetzten Zahlen. Damit ermöglicht die Einteilung des Vollwinkels in 360 Grad wegen der vielen Teiler eine Skala in entsprechend viele gleich große, ganzzahlige Abschnitte zu unterteilen. Die 24 Teiler von 360 sind: 1; 2; 3; 4; 5; 6; 8; 9; 10; 12; 15; 18; 20; 24; 30; 36; 40; 45; 60; 72; 90; 120; 180; 360.